# Ein Kind
Ein Kind ist eine Erzählung des österreichischen Autors Thomas Bernhard auf autobiografischem Hintergrund aus dem Jahr 1982.

## Inhalt
Der Erzähler berichtet von Erlebnissen, Situationen und Konstellationen seiner Kindheit, vordringlich von seelischen und körperlichen Misshandlungen durch seine Umgebung, und von seinen Versuchen, damit zurechtzukommen bzw. Auswege zu finden. Der Text beginnt damit, wie das Kind im Alter von acht Jahren eine Verwandte in Salzburg mit dem Rad besuchen möchte. Die Fahrt misslingt, wie vieles in seinem Leben, etwa der Besuch der Schule. Der einzige Lichtblick im Leben des Kindes sind die Besuche bei seinem Großvater, den es vergöttert und der es seinerseits sehr schätzt. Dieser ist kommunistisch-anarchistisch eingestellt und hält die schlechten schulischen Leistungen seines Enkels für ein Armutszeugnis der Lehrer, die die Jugend seiner Meinung nach verschandelten und ruinierten. Durch die oftmaligen Umzüge der Familie und den ständigen Wechsel zwischen ländlicher Idylle und Freiheit einerseits und der als beklemmend empfundenen Großstadt andererseits, verstärkt noch durch die schwierige wirtschaftliche Situation seiner Mutter, befindet sich das Kind in Verwirrung. Man zieht schließlich nach Traunstein in Bayern, wo es aber auch nur Probleme hat, da es sich nicht an den Rest der Klasse anpassen kann und deshalb verspottet wird. Zudem ist der Vormund und Ehemann seiner Mutter nicht der leibliche Vater. Aufgrund seiner schulischen Probleme und seines Ungehorsams wird das Kind im Jahr 1942 in ein Erziehungslager der Nationalsozialistischen Volkswohlfahrt geschickt, in dem es nur gequält und erniedrigt wird, vor allem weil es Bettnässer ist. Allerdings freundet es sich schnell mit einem anderen, ähnlich verstoßenen Kind an. Der Erzähler besucht später sein ehemaliges Erziehungsheim und findet vieles dort unverändert vor.

## Thematik
In diesem Werk verarbeitet Thomas Bernhard seine Erlebnisse während der ersten 13 Jahre seines Lebens, die für ihn sehr turbulent und richtungsweisend waren. Er war einerseits voller Bewunderung für seinen Großvater (Johannes Freumbichler), einen eher erfolglosen Schriftsteller. Andererseits liebte er auch seine Mutter, obwohl sie ihn sehr schlecht behandelte; er wusste, dass sie nicht auf ihn, sondern auf seinen Vater böse war. Die Erzählung schildert das Prägende von Kindheit für das weitere Leben und wie sich Misshandlungen auswirken können.

## Ausgaben
- Thomas Bernhard: Ein Kind. 22. Aufl. Dtv, München 2009, ISBN 978-3-423-10385-5.
- Thomas Bernhard: Ein Kind (Autobiographische Schriften; Bd. 5). Residenz-Verlag, Salzburg 2010, ISBN 978-3-7017-1562-6.
- Thomas Bernhard: Ein Kind. Hörbuch (Bibliothek der Erzähler; Bd. 9). Verlag der SZ, München 2006, ISBN 3-86615-366-X (4 CDs, gelesen von Lambert Hamel)